# Полосатая тройнозубая акула
Полосатая тройнозубая акула или острозубая кунья акула (лат. Triakis scyllium) — донный вид хрящевых рыб рода тройнозубых акул семейства куньих акул отряда кархаринообразных. Эндемик северо-западной части Тихого океана. Это донный вид, который предпочитает песчаное или покрытое водорослями дно. Размножается бесплацентарным живорождением. Максимальная зафиксированная длина — 150 см. Ведёт одиночный образ жизни, охотится по ночам. Окрас ровного серого цвета, спины и бока молодых акул могут быть покрыты тёмными седловидными отметинами и точками. Акулы этого вида неопасны для человека. Хорошо уживаются в неволе. Не является объектом целевого промысла.

## Таксономия
Немецкие биологи Иоганн Петер Мюллер и Фридрих Густав Якоб Генле впервые описали этот вид, основываясь на высушенном образце, полученном из Японии. Видовое название происходит от др.-греч. Σκύλος — «собачья акула». Внутри рода полосатая тройнозубая акула наряду с калифорнийской тройнозубой акулой принадлежит к подроду Triakis.

## Ареал
Полосатые тройнозубые акулы обитают в северо-западной части Тихого Океана от южного побережья Дальнего Востока (Россия) до Тайваня, включая воды, омывающие Японию, Корею и восточный Китай; записи, свидетельствующие о присутствии этих акул у берегов Филиппин, спорны. Это распространённый донный вид рыб, который встречается на континентальном и островном шельфе, чаще у берега, на глубине до 150 м. Эти акулы предпочитают песчаное и покрытое водорослями дно. Кроме того, они терпимо относятся к солоноватой воде и заплывают в эстуарии и бухты.

## Описание
У полосатых тройнозубых акул короткая, широкая, закруглённая морда и стройное тело. Ноздри расположены далеко друг от друга, их обрамляют дольчатые лоскуты кожи, которые не доходят до рта Овальные глаза вытянуты по горизонтали и оснащены мигательной перепонкой. Под глазами есть выступы. Рот образует короткую, широкую арку, по углам расположены длинные губные борозды. У каждого зуба имеется кинжалообразное центральное остриё, по бокам от него расположены крепкие зубчики. У полосатых тройнозубых акул имеются 5 пар жаберных щелей.
Почти все плавники довольно узкие. У взрослых акул грудные плавники широкие, в форме треугольника. Каудальные края спинных плавников расположены почти вертикально. Основание первого спинного плавника лежит между основаниями грудных и брюшных плавников. Второй спинной плавник по величине немного уступает первому. Его основание расположено над основанием анального плавника. Анальный плавник существенно меньше обоих спинных плавников. Хвостовой стебель короткий. Нижняя лопасть хвостового плавника короткая, но хорошо развитая. У кончика верхней лопасти хвостового плавника имеется вентральная выемка. Количество позвонков колеблется от 149 до 155. Окрас серый, брюхо светлое. У молодых акул по спине разбросаны тёмные седловидные отметины и пятнышки, которые с возрастом бледнеют. Максимальный зафиксированный размер составляет 1,5 м.

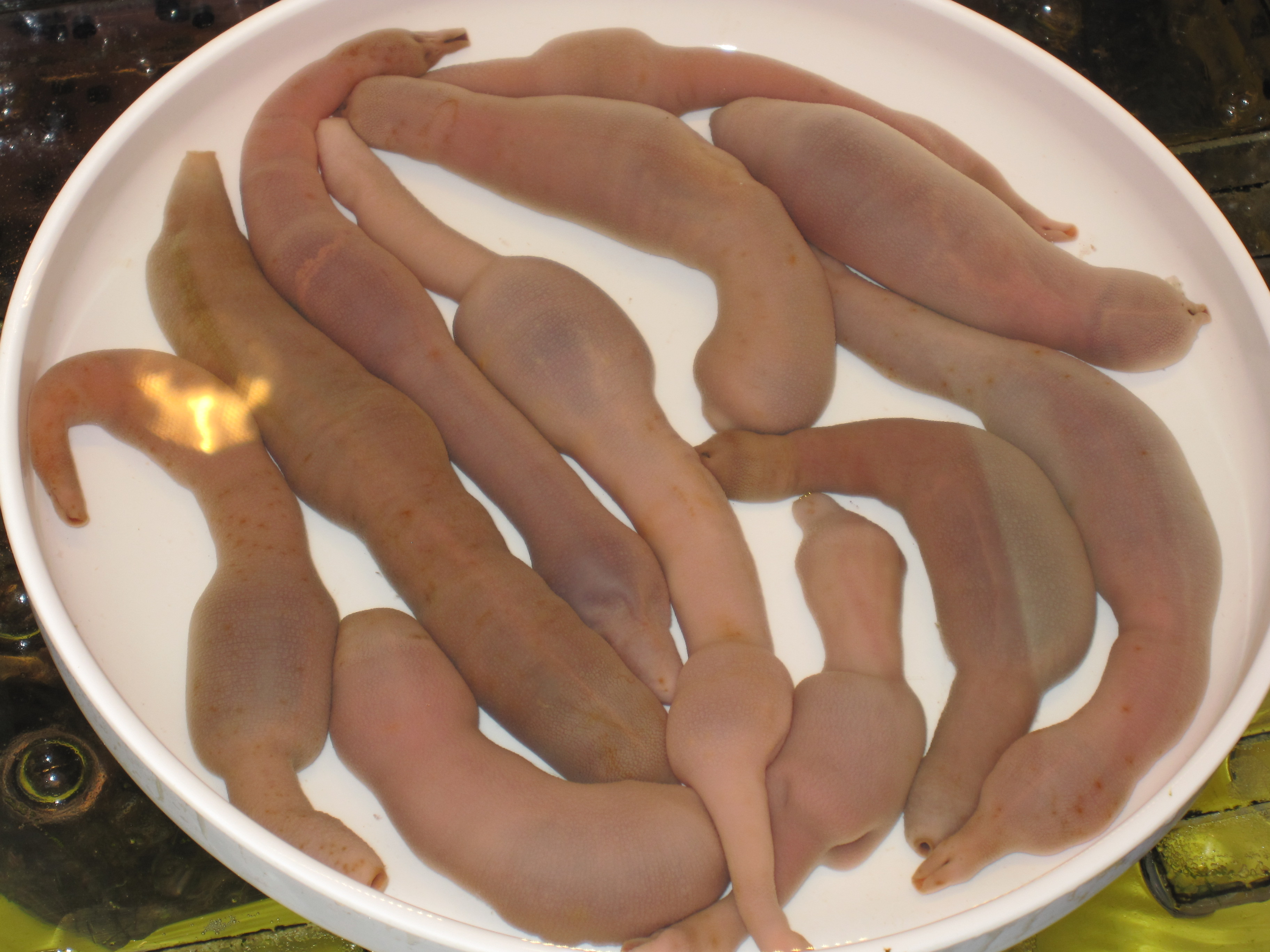
Эхиуры являются важным компонентом рациона полосатых тройнозубых акул.

## Биология
Спаривание происходит летом. Во время ухаживания самец подплывает к самке параллельно и хватает её за грудной плавник зубами; обезопасившись таким способом, он обвивает её задней частью своего тела и вставляет ей в клоаку птеригоподий. Полосатые тройнозубые акулы размножаются бесплацентарным живорождением, при котором эмбрион питается исключительно желтком. В помёте 9—26 новорожденных, хотя есть данные об одновременном рождении 42 акулят. Беременность длится 9—12 месяцев. Длина новорожденных 1—20 см. Самцы и самки достигают половой зрелости при длине 93—106 см в возрасте 5—6 лет. Самки созревают при длине и 106—107 см в возрасте 6—7. Зафиксированная продолжительность жизни у самцов составляет 15 лет, а у самок 18 лет. На этих акулах паразитируют ленточные черви Callitetrarhynchus gracilis, Onchobothrium triacis и Phyllobothrium serratum, пиявка Stibarobdella macrothela и веслоногие рачки Achtheinus impenderus, Caligus punctatus, Kroyeria triakos, Pseudopandarus scyllii.

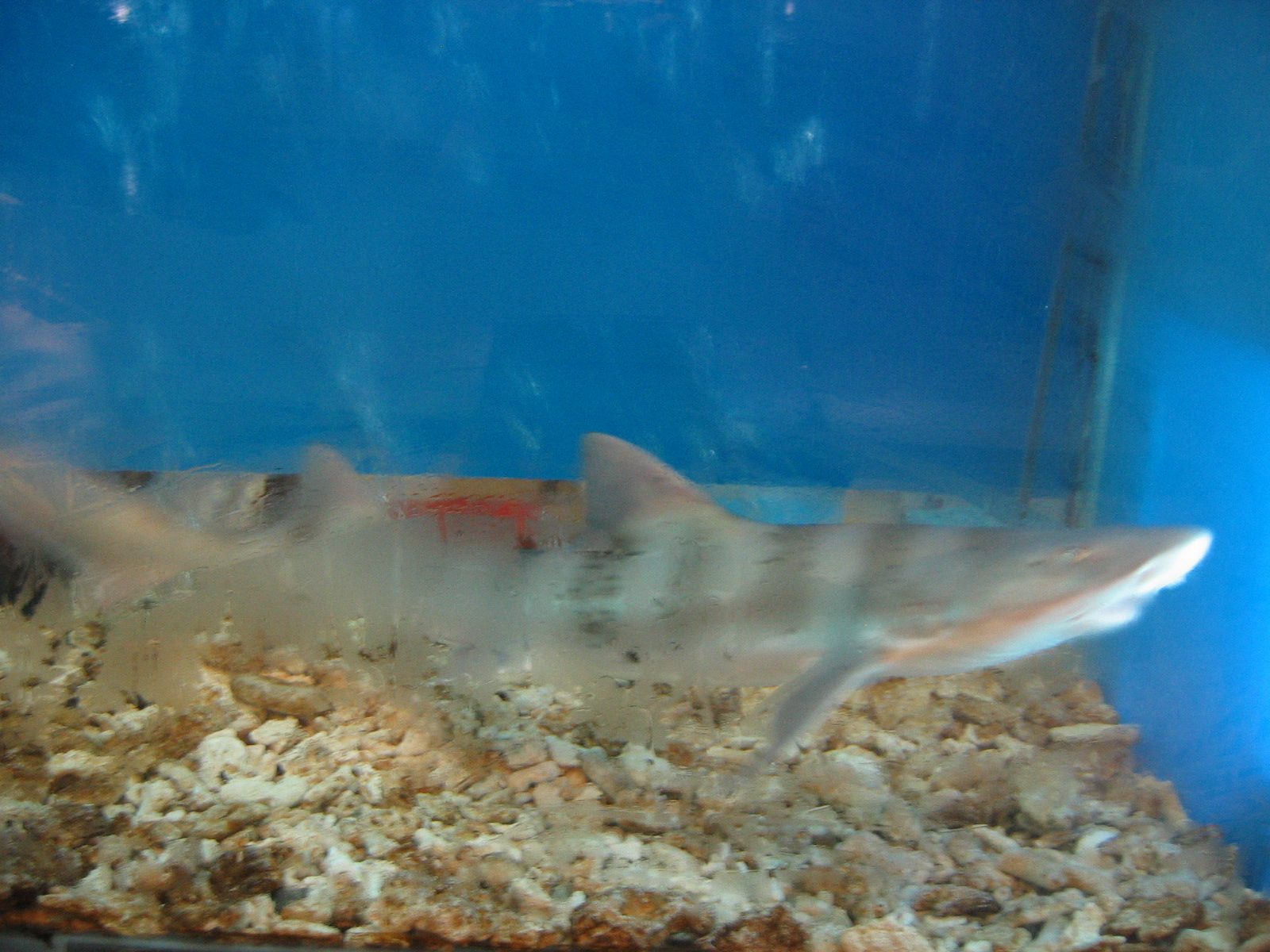
Полосатая тройнозубая акула в аквариуме в ресторане (Китай).

## Взаимодействие с человеком
Этот вид акул не представляет опасности для человека. Полосатые тройнозубые акулы хорошо уживаются в неволе, их часто содержат в общественных аквариумах Китая и Японии. Могут размножаться в неволе и живут в аквариуме более 5 лет. В качестве прилова полосатые тройнозубые акулы иногда в японских водах попадают в жаберные сети. Мясо поступает в продажу, но считается худшего качества по сравнению с мясом других куньих акул, обитающих в этом регионе. У берегов Тайваня эти акулы попадаются реже. Международный союз охраны природы присвоил этому виду статус «Вымирающий».